# Helgi Hjörvarðsson
Helgi Hjörvarðsson  è un eroe della mitologia norrena, protagonista del poema Helgakviða Hjörvarðssonar.

## Storia
Figlio di re Hjörvarðr, uno dei primi re di Norvegia e della sua quarta consorte Sigrlinn, figlia del re della Svezia Sváfnir, ricevette il suo nome dalla valchiria Sváva, che protesse spesso l'eroe in battaglia.
Si narra che il giovane, ancora senza nome, assorto in contemplazione nei pressi di una collina, incontrò la valchiria che lo battezzò Helgi e gli preannunciò il suo destino di condottiero. Prima di realizzare i suoi sogni di gloria, doveva necessariamente vendicare il nonno materno e soprattutto recarsi a Sigarsholm per recuperare una spada magica che lo avrebbe reso forte e vittorioso.
Le imprese del giovane condottiero divennero leggendarie, e dopo aver ucciso giganti e sgominato eserciti, coronò quello che era un suo sogno: sposare Sváva.
Nel poema eddico Helgakviða Hjörvarðssonar, si narra di come Helgi uccise il gigante Hati e, usando le rune di morte, riuscì a trattenere Hrímgerðr, la figlia del gigante, fino all'alba quando la luce del Sole la tramutò in pietra.
Helgi morì trafitto dalla spada di Alf, suo eterno nemico, nonostante tre giorni prima fosse stato preallertato da un messaggio ermetico, pronunciato inconsapevolmente dal fratello.
A nulla valse l'assistenza della fedele valchiria, che preferì togliersi la vita, subito dopo la morte del suo amato.
Nell'Edda poetica si afferma che l'eroe omonimo Helgi Hundingsbani sia effettivamente Helgi Hjörvarðsson reincarnato